# Wersal: Prawo krwi
Wersal: Prawo krwi (fr. Versailles) – francusko-kanadyjski telewizyjny serial historyczny opowiadający o budowie pałacu w Wersalu.
Serial jest najdroższą produkcją telewizyjną w historii Francji. Jego budżet sięgał 30 mln euro.

## Treść
Akcja serialu rozpoczyna się w 1667 roku. Ludwik XIV rozpoczyna samodzielne rządy we Francji. Nie czując się dobrze w pełnym spiskowców Paryżu, gdzie dokonano próby zamachu na jego ojca, postanawia zbudować pałac w pobliskim Wersalu. Choć francuscy arystokraci pragną zamieszkać w Wersalu, by być jak najbliżej króla, nie przeczuwają, że pałac powstaje także po to, by ich kontrolować. Wersalski dwór staje się sceną rywalizacji o względy władcy.

## Obsada
| Postać                        | Aktor            |
| ----------------------------- | ---------------- |
| Ludwik XIV                    | George Blagden   |
| Filip I Burbon-Orleański      | Alexander Vlahos |
| Maria Teresa Austriaczka      | Elisa Lasowski   |
| Alexandre Bontemps            | Stuart Bowman    |
| Fabien Marchal                | Tygh Runyan      |
| Anna Austriaczka              | Dominique Blanc  |
| Henrietta Anna Stuart         | Noémie Schmidt   |
| Filip Lotaryński              | Evan Williams    |
| Béatrice Hiéronyme Lotaryńska | Amira Casar      |
| Markiza de Montespan          | Anna Brewster    |
| Louise de La Vallière         | Sarah Winter     |
| Claudine                      | Lizzie Brocheré  |
| Jean-Baptiste Colbert         | Steve Cumyn      |
| Franciszek Michał le Tellier  | Joe Sheridan     |
| Jacques-Bénigne Bossuet       | Geoffrey Bateman |
| André Le Nôtre                | Thierry Harcourt |